# 1422
Évszázadok: 14. század – 15. század – 16. század
Évtizedek: 1370-es évek – 1380-as évek – 1390-es évek – 1400-as évek – 1410-es évek – 1420-as évek – 1430-as évek – 1440-es évek – 1450-es évek – 1460-as évek – 1470-es évek
Évek: 1417 – 1418 – 1419 – 1420 –  1421 – 1422 – 1423 – 1424 – 1425 – 1426 – 1427

## Események
- A Golubi háború Lengyelország–Litvánia ellen.
- Zsigmond magyar király betör Csehországba, de vereséget szenved a huszitáktól.
- augusztus 31. – VI. Henrik Anglia királya lesz.
- szeptember 27. – A melno-tavi béke. A német lovagok lezárják a lengyelek és a litvánok elleni háborút.
- október 21. – VI. Károly francia király halálával a tíz hónapos VI. Henrik angol királyt francia királlyá nyilvánítják Párizsban, míg a korábbi francia trónörökös, a 19 éves Károly VII. Károly néven Bourges-ban szintén francia királlyá kiáltatja ki magát.[1]
- Meaux ostroma.

## Halálozások
- augusztus 31. – V. Henrik angol király[1] (* 1387)
- október 21. – VI. Károly francia király[1] (* 1368)